# Cuervos de la Torre de Londres

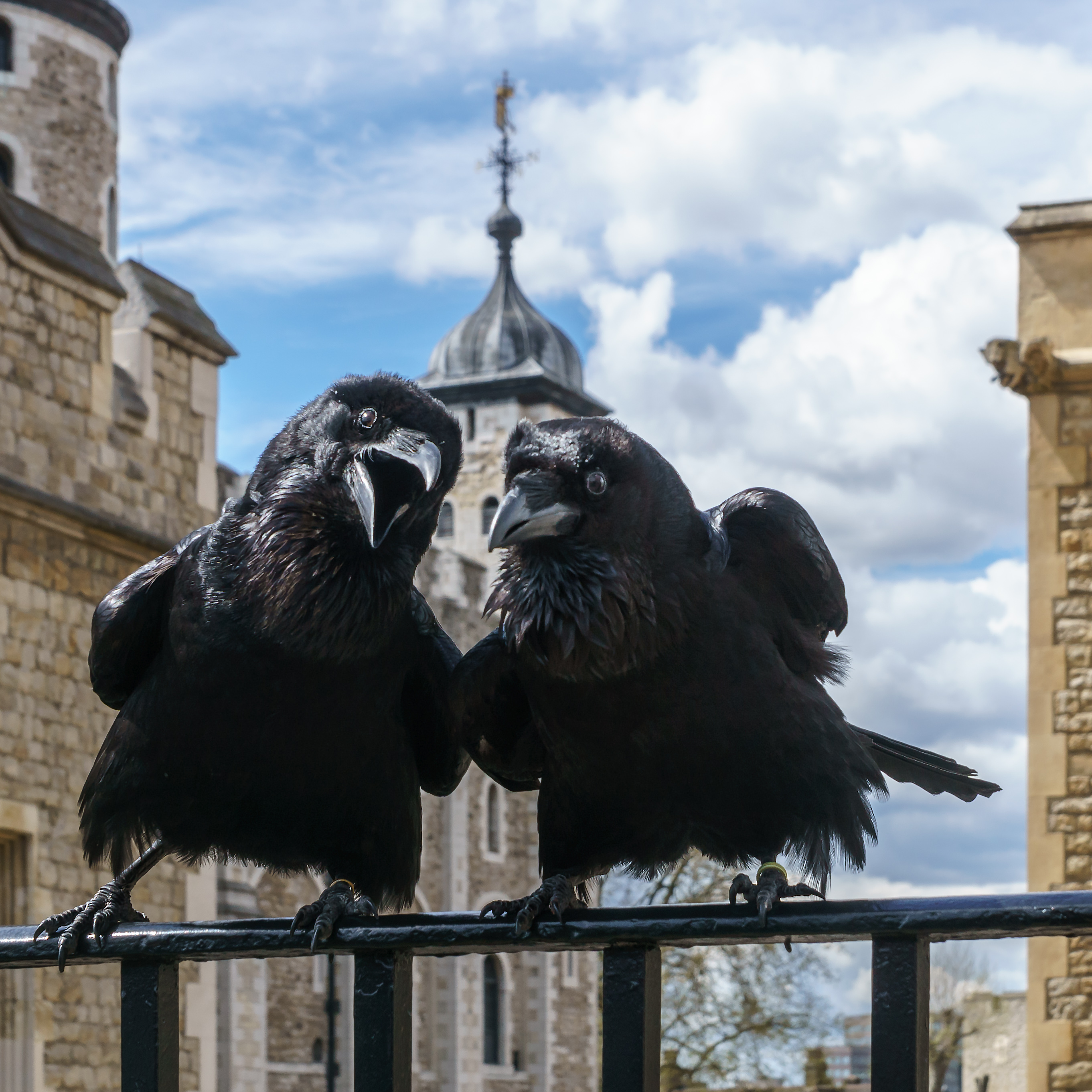
Jubilee y Munin, dos de los cuervos de la Torre. Munin toma su nombre de uno de los dos cuervos de Odín.

Los cuervos de la Torre de Londres son un grupo de al menos seis cuervos cautivos que viven en la Torre de Londres. Su presencia se debe a la tradicional creencia relacionada con la protección de la Corona. Se dice que «si la Torre de Londres pierde sus cuervos o vuelan lejos, la Corona caerá y Reino Unido con ella».
Históricamente, los cuervos salvajes eran comunes en todas las zonas de Gran Bretaña, incluso en las ciudades. Cuando fueron exterminados de muchas de sus residencias habituales, incluido Londres, quedaron solo algunos en cautividad en la Torre de Londres. La leyenda local pone el origen de la población del cuervo cautivo en tiempos del reinado de Carlos II de Inglaterra (1660-1685). Como dijo alguna vez una periodista británica: «la mitología de los cuervos de la torre puede ser un vuelo victoriano de la fantasía». Los cuervos de la torre eran criados específicamente en Somerset.

## Historia

### Leyendas
Una de las leyendas más recientes que conecta la torre con un cuervo es la historia evemerista sobre la batalla mutuamente destructiva contra el rey irlandés Matholwch, que había maltratado a su esposa, la princesa británica Branwen. El hermano de Branwen, Bendigeidfran (rey de los británicos), ordenó a sus seguidores que le cortaran la cabeza y la enterraran bajo la Colina Blanca (donde se encuentra la Torre) mirando hacia Francia, como un talismán para proteger a Gran Bretaña de la invasión extranjera.

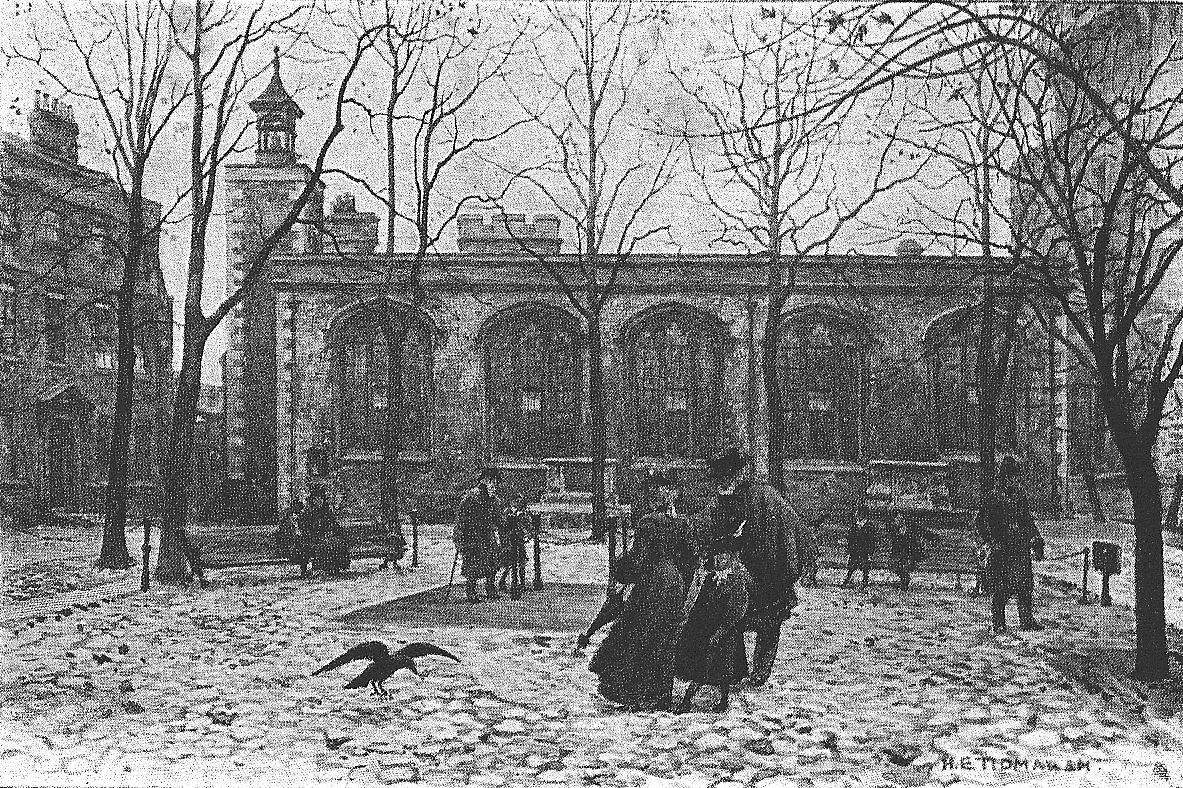
Vista de la Green Tower en 1900, donde históricamente se erigía un patíbulo temporal para realizar las ejecuciones, aunque estas solían hacerse en Tower Hill, fuera del castillo. Antes del, hubo siete ejecuciones en Tower Green.

Según el folclore, se cree que los cuervos salvajes habitaron la Torre durante muchos siglos, supuestamente atraídos por el olor de los cadáveres de los enemigos ejecutados por la Corona. Al parecer, en la ejecución de Ana Bolena en 1535, «incluso los cuervos de la torre permanecían silenciosos e inmóviles en las almenas y miraban misteriosamente la extraña escena: ¡una reina a punto de morir!». Al parecer, los cuervos de la Torre se comportaron mucho peor durante la ejecución de Juana Grey en 1554, picoteando los ojos de la cabeza cortada de la reina.
En su artículo «How Ravens Came to the Tower of London», el escritor estadounidense Boria Sax llegó a la conclusión de que «los cuervos habían sido traídos originalmente para dramatizar el supuesto lugar de las ejecuciones de la Torre».
Una leyenda atribuye el comienzo de la tradición de guardar cuervos con alas recortadas en la Torre de Londres a Carlos II y a su astrónomo real John Flamsteed, aunque hay versiones de la misma con diferentes detalles. Según una leyenda, John Flamsteed se quejó a Carlos II de que los cuervos salvajes volaban por delante de su telescopio, lo que dificultaba la observación del cielo desde su observatorio en la Torre Blanca. Flamsteed pidió que se retiraran las aves, pero Carlos II se negó a cumplir esta petición.
Otra versión de esta leyenda dice que al propio Carlos II le molestaba la presencia de los cuervos, ya que excretaban sobre el telescopio. Dado que el astrónomo seguía insistiendo sobre el problema, cambió el destino de los cuervos y de Greenwich, lugar donde el Observatorio de Greenwich había sido encargado por el rey en 1675. En esta versión de la leyenda el rey se quejó de la siguiente manera:

These ravens must go!" he said. "But, Sire, it is very unlucky to kill a raven," replied Flamstead, "If you do that the Tower will fall and you will lose your kingdom, having only just got it back!" Charles, being a pragmatist, thought for a moment and said: "The Observatory must go to Greenwich and the ravens can stay in the Tower."
—¡Estos cuervos deben irse!, dijo él. —Pero, señor, trae mala suerte matar a un cuervo —respondió Flamstead—. ¡Si hacéis eso, la Torre caerá y perderéis vuestro reino, habiéndolo apenas recuperado! Carlos, pragmático, pensó por un momento y dijo: «El Observatorio debe ir a Greenwich y los cuervos pueden permanecer en la Torre».

También existe otra leyenda que atribuye la presencia de los cuervos en la Torre al gran incendio de Londres en 1666. Cuervos salvajes, así como cerdos y milanos, aves carroñeras del Londres medieval, habrían huido del incendio. Después del incendio, parece que los supervivientes empezaron a capturar todos los cuervos, pero Flamsteed explicó a Carlos II que matar a todos los cuervos sería de mal agüero y que el reino no sobreviviría al último cuervo. Carlos II ordenó entonces que seis cuervos se quedaran en la torre de Londres.

### Cuervos salvajes en Londres

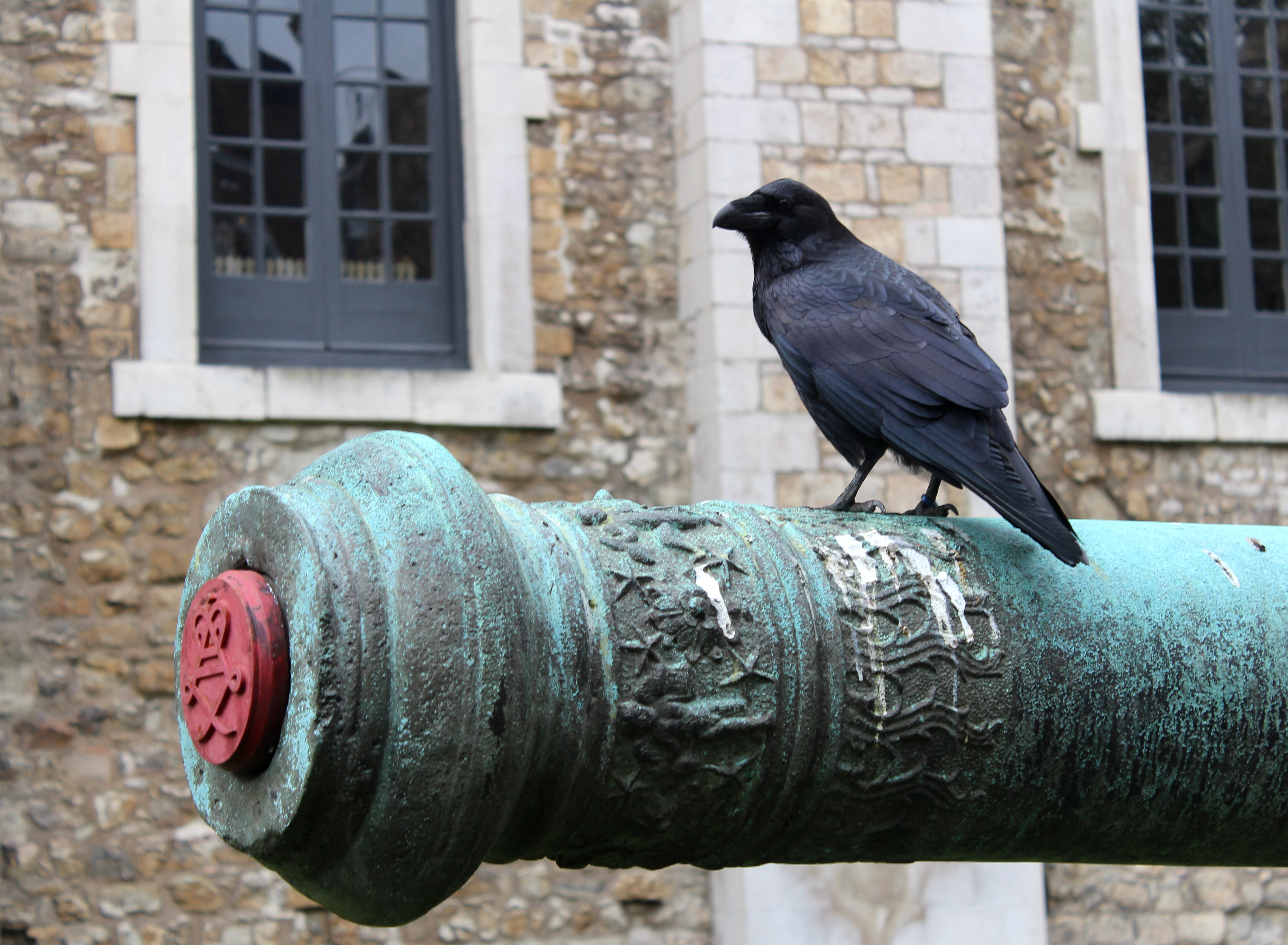
Cuervo de la Torre de Londres

Los cuervos salvajes existen en Gran Bretaña (y la mayoría de las regiones del hemisferio norte), aunque en los últimos tiempos las poblaciones reproductoras se encuentran en su mayoría restringidas a las zonas de tierras altas occidentales más salvajes de las islas británicas. Es muy probable que los cuervos vivieran en y alrededor de la Torre siglos atrás, porque hasta el siglo XVI, los cuervos vivían cerca de los poblados, así como en áreas silvestres. Fueron recibidos en las ciudades porque sus hábitos de alimentación las mantenían limpias. Sin embargo, en años posteriores los cuervos salvajes fueron vistos como una amenaza para el ganado, y durante el siglo XIX fueron eliminados en muchas zonas por los cazadores. La última vez que los cuervos anidaron fue en Hyde Park, en 1826, pero la Real Sociedad para la Protección de las Aves divulgó en 2004 que los cuervos habían sido observados en los condados de alrededor de Londres, a cerca de 30 millas de la torre.
Las dos primeras constancias de cuervos en la Torre de Londres datan del año 1883. Una está en una edición especial del periódico The Pictorial World y la otra es del Children's Book de London Town, escrito por Felix Leigh e ilustrado por Thomas Crane y Elizabeth Houghton.
Sax Boria encontró la primera mención de la importación de cuervos cautivos en el libro de The Tower from Within de George Younghusband en 1918. Younghusband declaró que los cuervos habían sido proporcionados por el Windham Wyndham-Quin (1841-1926). El segundo conde de Dunraven había sido un patrón del erudito druida, poeta y falsificador Lolo Morganwg, que convenció a la familia de que su castillo en Glamorgan había sido la residencia original del dios cuervo Bran, en realidad un rey temprano. Los condes pudieron haber pensado que los cuervos eran como avatares de Bran y deseaban afirmar una reivindicación espiritual sobre la Torre.
Geoff Parnell, el historiador oficial de la Torre de Londres y miembro de la Royal Armouries, también cree que la supuesta historia antigua de los cuervos cautivos en la Torre es solo una leyenda que fue creada durante la época victoriana. Y durante la investigación de Parnell, a pesar de la superstición de que la Corona depende de la presencia continua de los cuervos, «él ha encontrado la declaración contundente en los registros» de que no queda ninguno «y, sin embargo, la monarquía y la torre han sobrevivido más o menos». Esto alude al período justo antes de la reapertura de la Torre después de la Segunda Guerra Mundial, cuando los únicos cuervos sobrevivientes, la pareja Mabel y Grip, desaparecieron de la Torre y quizás se escaparon a un bosque cercano. La historia de su huida apareció en varios periódicos locales de América.
El Dr. Parnell también opina que los primeros cuervos cautivos pueden haber sido introducidos en la Torre como mascotas del personal. Después de El cuervo, el famoso poema narrativo del escritor estadounidense Edgar Allan Poe, publicado por primera vez en enero de 1845, el mundo occidental se fascinó con estos pájaros.

### Segunda Guerra Mundial
Durante la Segunda Guerra Mundial, solo un cuervo fue capaz de sobrevivir a las dificultades del bombardeo, por lo que el primer ministro, Winston Churchill, ordenó que se trajeran más cuervos para aumentar la población de la zona. Los cuervos de la Torre fueron alistados en calidad de soldados del Reino, y se emitieron tarjetas de certificación como las de los soldados. E igual que los militares, los cuervos podían ser despedidos por conducta insatisfactoria o incorrecta.
La primera referencia a una versión temprana de la leyenda de que Gran Bretaña caería si los cuervos abandonasen la Torre data de julio de 1944, cuando los cuervos sirvieron como observadores no oficiales para las bombas y los aviones enemigos durante el Blitz.

### Acontecimientos recientes

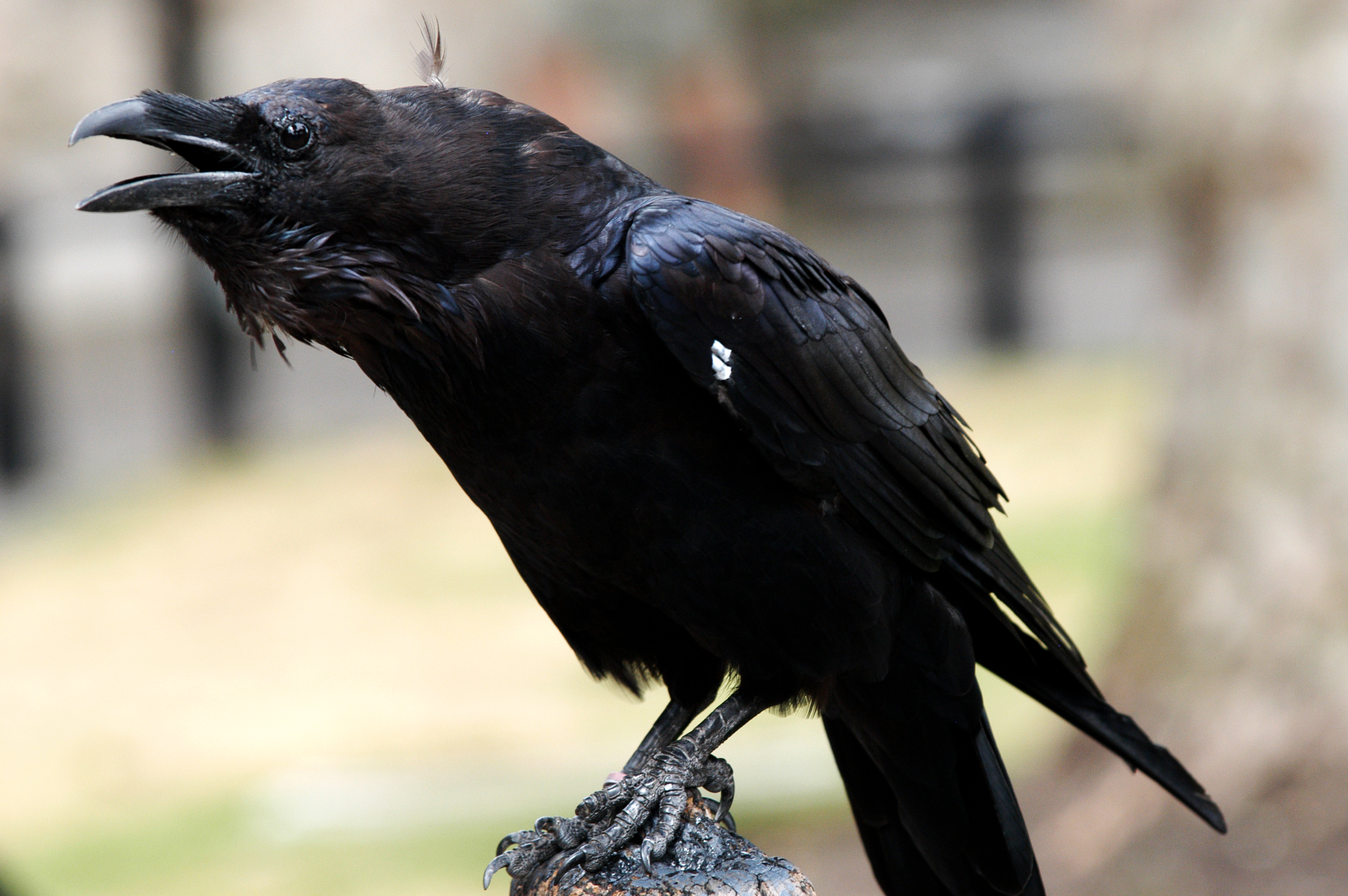
Cuervo de la Torre de Londres.

Hoy en día los cuervos de la Torre son una de las atracciones para los turistas que visitan la ciudad de Londres. Incluso Vladímir Putin, presidente de Rusia, se ha impresionado por las habilidades verbales de las aves. Uno de los cuervos saludó a cada persona en su comitiva con un «¡Buenos días!». Sin embargo, se aconseja a los visitantes no alimentar a las aves, y se suele advertir de que un cuervo pica si se siente amenazado.
Durante la propagación mundial de la gripe aviar en 2006, los cuervos de la Torre fueron internados y vivían por parejas.

## Cuidado y dieta
Estos cuervos no pueden volar porque las plumas de vuelo de una de sus alas están recortadas. Con un ala recortada, solo pueden volar distancias cortas. Como Boria Sax describe humorísticamente:

The ravens are now treated almost like royalty. Like the Royals, the ravens live in a palace and are waited on by servants. They are kept at public expense, but in return they must show themselves to the public in settings of great splendour. So long as they abide by certain basic rules, neither Royals nor ravens have to do anything extraordinary. If the power in question is political and diplomatic, the Royals now have hardly more than the ravens. But the word "power" here can also mean the aura of glamour and mystery which at times envelops both ravens and monarchs.
Los cuervos ahora son tratados casi como la realeza. Como los Reales, los cuervos viven en un palacio y son atendidos por sirvientes. Se mantienen a expensas del público, pero a cambio deben mostrarse al público en escenarios de gran esplendor. Mientras cumplan con ciertas reglas básicas, ni los Reales ni los cuervos tienen que hacer nada extraordinario. Si el poder en cuestión es político y diplomático, los Reales ahora apenas tienen más que los cuervos. Pero la palabra "poder" aquí también puede significar el aura de glamour y misterio que a veces envuelve a cuervos y monarcas.

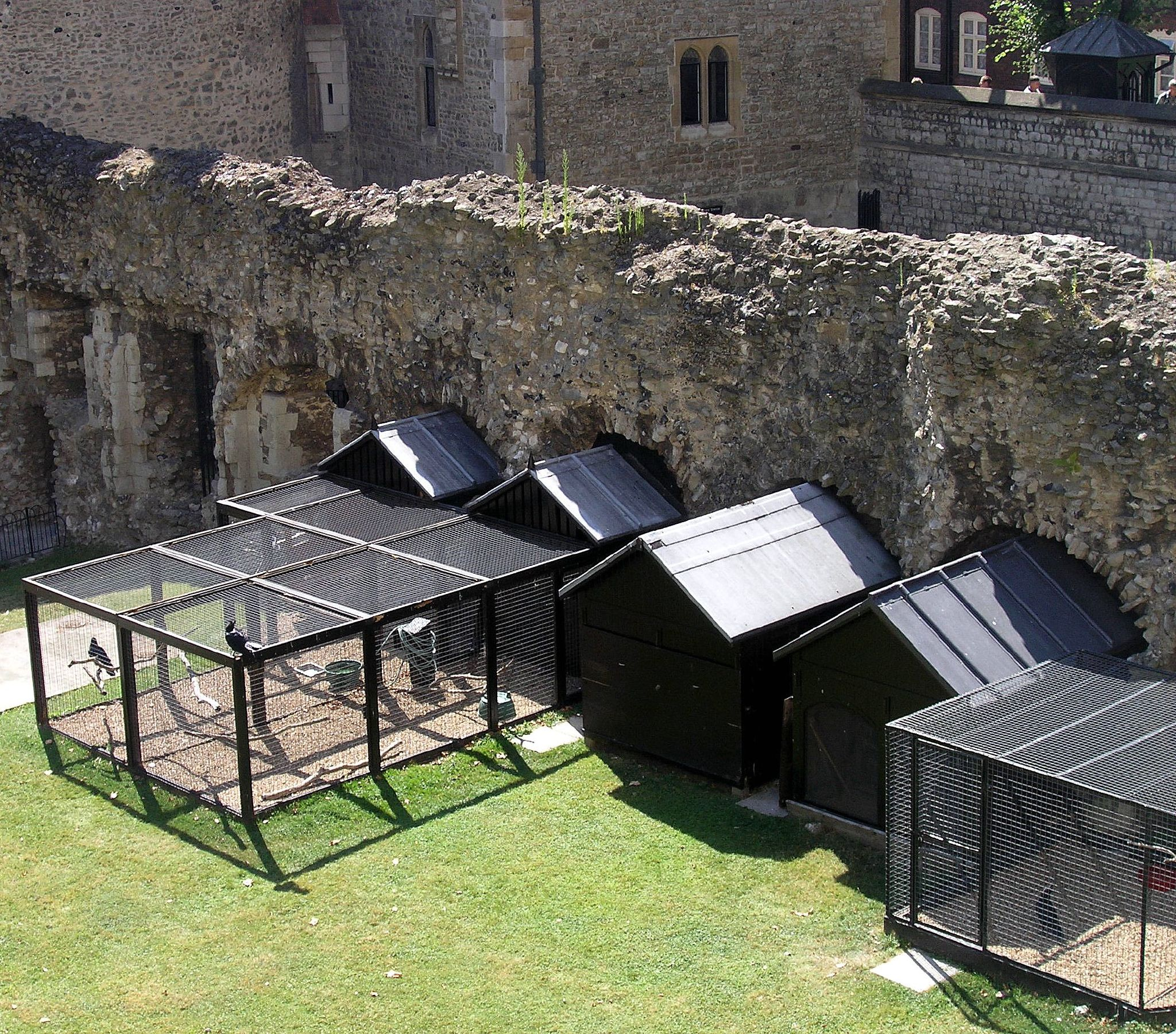
El aviario de los cuervos en 2004.

Cada cuervo de la torre tiene una anilla en una pata de un color diferente, para hacer más fácil su identificación. Los cuervos en cautividad en los terrenos de la Torre suelen vivir más de 40 años.
Los cuervos de la Torre reciben nombres individuales y están bajo el cuidado de los beefeaters. La dieta de los cuervos se mantiene cuidadosamente, e incluye fruta fresca, queso y carne fresca, así como vitaminas y otros suplementos. En 2007, el encargado de cuidar a los cuervos, Derek Coyle, comentó: «Yo compro carne fresca de Smithfield —hígado, cordero, carne, pollo y ocasionalmente, cuando estoy en mi residencia en Suffolk, me suelen dar algún conejo que ha sido atropellado en la carretera, y no está demasiado mutilado, que normalmente meto en una bolsa negra y la traigo aquí—. Yo les doy galletas, así, empapadas en la sangre de la carne que compro. Y en invierno les doy cápsulas de aceite de hígado de bacalao, sé que están recibiendo tantas vitaminas y aceites como pueden, por eso se ven tan saludables». También dice: «Todos los días todos reciben por lo menos 200 g de carne y cada dos días comen un huevo cocido y les doy manzana picada y uvas. Les encanta el queso».

## Anécdotas sobre los cuervos
La mayoría de los londinenses son aficionados a los cuervos,[cita requerida] pero son pájaros solitarios con comportamientos en ocasiones inadecuados. Por ejemplo, el cuervo George perdió su nombramiento de la Corona y fue retirado a Gales por atacar y destruir antenas de televisión. Se publicó un decreto especial sobre el incidente:

On Saturday 13th September 1986, Raven George, enlisted 1975, was posted to the Welsh Mountain Zoo. Conduct unsatisfactory, service therefore no longer required.
El sábado 13 de septiembre de 1986, el Cuervo George, alistado en 1975, fue enviado al Zoo de montaña de Gales por conducta insatisfactoria, por lo tanto sus servicios ya no son requeridos.

A pesar de tener las plumas de vuelo recortadas en un ala, a veces los cuervos de la Torre abandonan este sitio. En 1981, el cuervo Grog cambió los aledaños de la Torre por los de un pub, después de 21 años de fiel servicio a la Corona. En contraste, un cuervo llamado Mabel fue secuestrado de la Torre poco después de la Segunda Guerra Mundial, un misterio que nunca ha sido resuelto.
Otra historia habla sobre dos cuervos llamados James Crow y Edgar Sopper. James Crow era un cuervo muy querido y de larga vida. Después de notar la conmoción que había causado la muerte del otro cuervo, Edgar Sopper decidió que podía «jugar a hacerse el muerto» con el fin de llamar la atención. Su truco era tan convincente que el encargado de cuidar los cuervos creyó plenamente que Edgar Sopper había muerto. Cuando el encargado recogió el «cadáver», Edgar picó el dedo del hombre y «soltó unas carcajadas de cuervo enormes».
En 1990 un capellán llamado Norman Hood murió en su habitación en los terrenos de la Torre. El exasistente del encargado de cuidar los cuervos, Tom Trent, informó de que los cuervos parecían aberré percatado de esa muerte, pues pronto se reunieron en la Green Tower, cerca de la capilla, y luego se callaron, como para rendirle respeto. La idea no debe descartarse, ya que se ha descrito ampliamente que los cuervos celebran «funerales», en los que lloran y luego se agrupan en silencio alrededor de un pájaro muerto.